# Cacopsylla pyri
Espèce
Synonymes
- Psylla pyri

Cacopsylla pyri, le ou la psylle du poirier est une petite espèce d'insectes hémiptères vivant principalement sur le poirier, mais quelquefois aussi sur le pommier ou encore le cognassier.